# Forces armées en Polynésie française
Les forces armées en Polynésie française, abrégées en FAPF, désignent les unités de l'Armée française stationnées en Polynésie française et constituant ainsi la zone de défense de Polynésie française.

## Commandement
Les FAPF sont dirigées par le Commandant supérieur des forces armées en Polynésie française (COMSUP-PF), qui a généralement au moins le grade de général de brigade, et son état-major interarmées (EMIA). Il s'agit actuellement du contre-amiral Geoffroy d'Andigné. Il est secondé par trois adjoints, un chef division opérationnelle, un chef division logistique et un chef de la division CEP. Le COMSUP est également commandant de la zone maritime du Pacifique (ALPACI) et commandant du centre d'expérimentation du Pacifique (COMCEP).

## Soutien
La Base de défense de Polynésie française (BdD) et le Groupement de soutien de base de défense de Polynésie française (GSBdD), créés le 1er janvier 2011, assurent les missions de soutien au profit des organismes, directions et unités opérationnelles du Ministère des Armées stationnés en Polynésie française. Le soutien commun et l’administration générale sont assurés par le Groupement de Soutien de la Base de Défense - Polynésie française (GSBdD).

### Directions et services
- DID-PPT : Direction d'infrastructure de la défense de Papeete.
- DICOM : Direction des commissariats d’outre mer en Polynésie française
- DIRISI : Direction interarmées des réseaux d'infrastructure et des systèmes d'information de Papeete
- DIASS : Direction interarmées du service de santé (Papeete).
- DLSEA : Détachement de liaison du service des essences des armées
- PPSD : Poste de protection et de sécurité de la défense
- BG/BILT : Bureau de garnison et le bureau interarmées du logement de Tahiti
- BLIF : Bureau d’information et de liaison des familles de la marine
- CSN : Centre du service national de la Polynésie française (Caserne du lieutenant colonel Broche, Papeete)
- CIRFA : Centre d'information et de recrutement des Forces armées de Polynésie française (Camp d’Arue, Papeete)[2]

## Dispositif
Les FAPF sont composés d'éléments des trois armées (armée de terre, armée de l'air et marine nationale). En juillet 2012, les FAPF furent profondément restructurées avec la dissolution du Régiment d'infanterie de marine du Pacifique - Polynésie (RIMaP-P) et de la Base aérienne 190 Tahiti-Faa'a remplacés respectivement par le détachement terre Polynésie (DTP/RIMaP-P) et le détachement air 190 Tahiti-Faa'a (DA 190).

### Armée de Terre

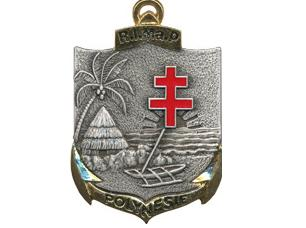
Insigne du RIMaP-P

Le régiment d'infanterie de marine du Pacifique - Polynésie (RIMaP-P), composé de 800 personnels dont 100 civils, a été dissous le 19 juillet 2012, il a été remplacé par le détachement terre de Polynésie (DTP/RIMaP-P) avec des effectifs réduits mais qui conserve les mêmes missions. Le 1er août 2015, le nom de RIMaP-P est redonné à l'unique régiment du Pacifique-Polynésie appartenant à la Défense. Il compte moins de 300 hommes, réserve incluse.
Basé à Arue, il est composé de trois compagnies, dont une de réserve. Le champ de tir de Faaone, le dépôt de munitions de Papeari et le détachement basé sur Moruroa lui sont rattachés.
Le RIMaP-P est composé de :
- 1 État-major
- 1 compagnie de commandement et de logistique (CCL)
  - Détachement de maintenance
  - Groupe cynophile pour la protection de dépôt de munition de Tahiti (Papeari)
- 2 compagnies ProTerre 2 en MCD (Mission de courte durée)
  - 2e Cie
  - 4e Cie
- 1 compagnie de réserve, la 3e Cie (r)
- Détachements de Hao et Moruroa

### Marine nationale
Force d’action navale

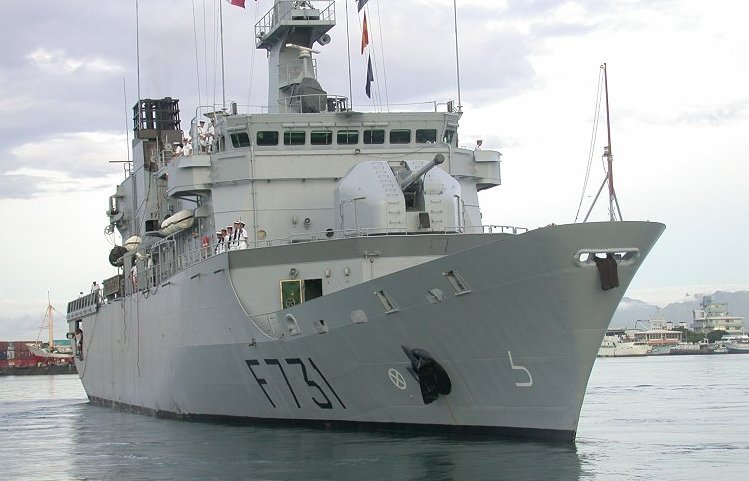
La frégate Prairial (F731) quittant Papeete pour une longue mission en Amérique du Sud en 2003.

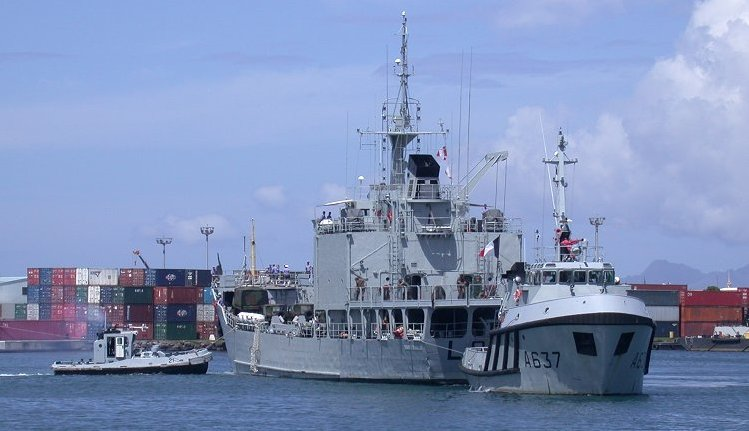
Le BATRAL Dumont d'Urville (L9032) en manœuvre avec le remorqueur Maroa (A637) et le pousseur de port n°21 à la base navale de Fare Ute en 2003.

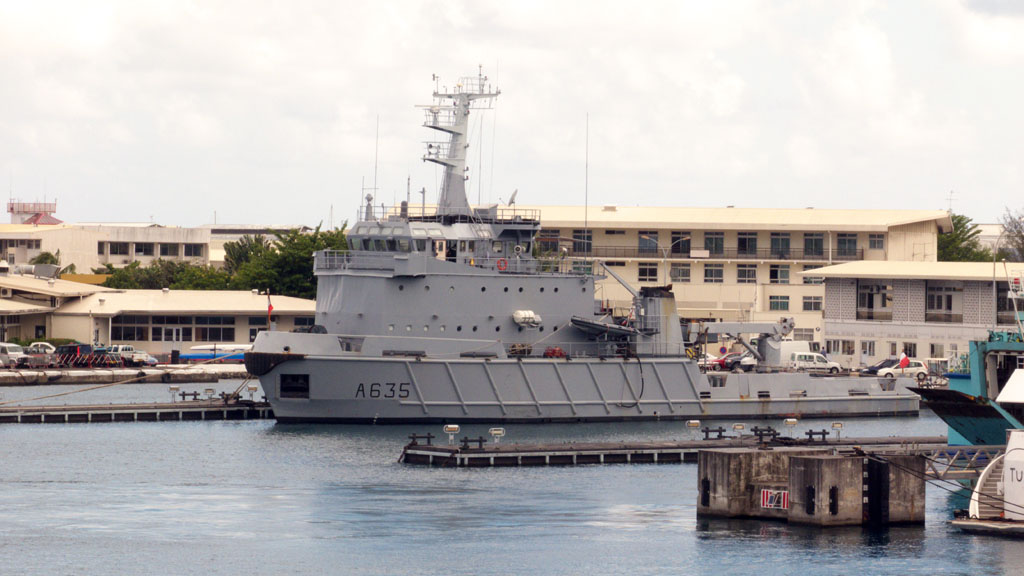
Le remorqueur-ravitailleur Revi (A635) à Papeete en 2011.

La flotte du Pacifique est stationnée à la base navale de Fare Ute à Papeete et met en œuvre :
- une frégate de classe Floréal, le Prairial (F731), admise au service actif en 1992 et servie par un équipage de 86 marins, elle dispose d'une plate-forme recevant un hélicoptère Alouette III ;
- un bâtiment multi-missions (B2M) de classe D'Entrecasteaux, le Bougainville (A622) admis au service actif en décembre 2016 ;
- un patrouilleur de service public, l'Arago (P675) ;
- Bâtiments de soutien
  - deux remorqueurs portuaires et côtiers de type Maïto :
    - le Maroa (A637) admis au service actif en 1984 ;
    - le Manini (A638) admis au service actif en décembre 1985 ;

  - Trois pousseurs de port type PS4 A, les n°19 n°20 et n°21 (1988) admis au service actif en 1989.

Aéronautique navale
Les moyens aéronautiques sont stationnés sur la plateforme aéronautique de Faaa et mettent en œuvre:
- flottille d'aviation navale 25 F équipée de 5 avions de surveillance maritime et de sauvetage en mer Falcon 200 Gardian. Deux des appareils sont détachés en Nouvelle-Calédonie (BA 186, ex-BAN Tontouta).
- détachement 35F équipé de deux hélicoptères de sauvetage en mer Dauphin SP SA-365N[6]
- détachement 22S/Prairial équipé d'un hélicoptère SA.319B Alouette III embarqué sur la frégate Prairial.

Gendarmerie maritime
- un patrouilleur côtier de gendarmerie maritime (PCG), le Jasmin (P723) admis au service actif en décembre 1997.

La brigade Base navale de Papeete a été dissoute en juillet 2015, trois des 16 militaires de la gendarmerie maritime en Polynésie ont été transférés en Guyane. Cependant le PCG Jasmin et son équipage de 13 hommes est maintenu à Papeete.
Anciens bâtiments
- Le Revi (A635) - remorqueur-ravitailleur de type RR 4000 (rejoint la base de Papeete en 1985, désarmé à Brest en 2016) ;
- La Tapageuse (P691) - patrouilleur de classe P400 (désarmé en 2012) ;
- La Railleuse (P689) - patrouilleur de classe P400 (désarmé en 2011) ;
- Le Dumont d'Urville (L9032) - BATRAL de classe Champlain (transféré à Fort-de-France en 2010) et désarmé en 2017.
- Haari (Y789), vedette de soutien et de transport de personnel, mise en service en 1990, basée d'abord à Mururoa puis à Papeete à partir de 1994, désarmée en 2010.
- CTM 3, chaland de transport de matériel, admis au service actif et affecté à Mururoa en 1965 pour le CEP. Redéployé à la DP Papeete en 1998 lors de la fermeture définitive de Mururoa, où il armé à la demande comme chaland automoteur pour assurer les besoins logistiques du port. Il est désarmé en 2004 à Papeete.
- La Bayonnaise (M728), dragueur côtier de classe Bay admis au service actif en mai 1954, arrivé à Papeete en juillet 1961 en remplacement du Lotus. Désarmé en 1976 est coulée comme cible au large de Tahiti par des tirs de MM38 par les aviso escorteurs EV Henry, Balny et Amiral Charner. Elle est remplacée par la Dieppoise[8].

### Armée de l'air
L'armée de l'air dispose du Détachement air 190 Tahiti-Faa'a (DA 190) implanté sur la plateforme aéronautique de Faa'a avec les moyens de la flottille 25F et le détachement 35F. Elle met en œuvre l'Escadron de transport 0082 « Maine» qui dispose des appareils suivants,:
- Deux avions de transport tactique CN 235-200

## Missions
- Protéger les intérêts de la France et affirmer la présence française dans le Pacifique.
- Manifester et garantir la souveraineté française dans les cinq archipels et dans la zone économique exclusive (5 000 000 km²).
- Participer aux tâches de service public, en particulier en matière de secours maritime et de soutien aux populations.
- Assurer la surveillance radiologique, biologique, et géomécanique des anciens sites d’expérimentations et contrôler leurs accès[12].

## Autres unités militaires en Polynésie française

### Gendarmerie nationale
La gendarmerie nationale est gérée en Polynésie française par le commandement de la gendarmerie pour la Polynésie française (COMGEND) dont le quartier général est à Papeete.
Elle comprend 397 (430 en 2017) hommes et femmes permanents, officiers, sous-officiers, gendarmes, gendarmes adjoints, militaires du corps de soutien technique et administratif de la gendarmerie nationale et personnels civils, auxquels s'ajoute un escadron de gendarmerie mobile (EGM) de 73 militaires relevé tous les trois mois.
Le groupement de gendarmerie est composé de 2 compagnies (24 brigades territoriales et 1 peloton de surveillance et d'intervention (PSIG)), 1 antenne du GIGN (AGIGN) et 1 Section de Recherches (SR) :
- Commandement de la gendarmerie pour la Polynésie française (COMGEND)[13]
  - État-major : Bureau organisation-emploi, Bureau des ressources humaines et service technique des systèmes d'information et de communication.
  - Service logistique
  - Centre d'opérations et de renseignement de la gendarmerie (CORG) de Papeete : créé le 1er octobre 2008
  - Centre de soutien automobile de la gendarmerie (CSAG) de Papeete : crée le 1er août 2009
  - Unités spécialisées : 
    - Brigade nautique (BN) de Papeete : créée en 2001
    - Brigade de gendarmerie des transports aériens (BGTA) de FAA'A

  - Plate-forme judiciaire : 
    - Brigade de prévention de la délinquance juvénile (BPDJ)
    - Brigade départementale de renseignements et d'investigations judiciaires (BDRIJ) de Papeete : créée le 15 janvier 2005 (remplace la brigade départementale de renseignements judiciaires territoriale), cellule d'investigations criminelles et cellule d'informations et de renseignements judiciaires

4 formations opérationnelles sont subordonnées au COMGEND :
- Compagnie des îles du Vent : composé de 3 officiers, 114 sous-officiers, 12 gendarmes adjoints volontaires (GAV) soit 129 militaires. Elle a compétence sur les îles de Tahiti, Moorea, Maiao et l'atoll de Tetiaroa. 
  - 8 brigades territoriales à Tahiti : Faa'a, Punaauia, Paea, Papara, Taravao, Tiarei et Arue.

- Compagnie des archipels : composé de 3 officiers, 65 sous-officiers, 7 GAV soit 75 militaires et 1 personnel civil.
  - 15 brigades territoriales :
    - Iles Sous le Vent : Bora Bora, Huahine, Raiatea, Tahaa
    - Australes : Rimatara, Raivavae, Tubuai, Rurutu
    - Tuamotu & Gambier : Rangiroa Hao et Rikitea (Tuamotu centre, basé à Papeete)
    - Marquises : Nuku Hiva, Ua Pou, Hiva Oa

- Groupe des Pelotons Mobiles (GPM): basé à Faa'a et composé de 36 militaires.
  - Peloton d'intervention (PI)
  - Peloton de véhicules blindés à roues de la gendarmerie (VBRG)

- Section de recherche (SR) : basée à Papeete et composée de 2 officiers et 8 sous-officiers (officiers de police judiciaire).

Le COMGEND bénéficie également de :
- 1 escadrons de gendarmerie mobile (EGM) : composé de 73 officiers et sous-officiers. En provenance de métropole par rotation de 3 mois environ. Outre le maintien de l'ordre, ces unités renforcent les unités territoriales ou sont organisées en détachements de surveillance et d'intervention (DSI).
- 60 réservistes de la gendarmerie (5 officiers, 22 sous-officiers, 33 militaires du rang) renforçant occasionnellement les unités territoriales de Tahiti et des archipels.
- 90 réservistes pouvant être appelés pour renforcer l'état major du COMGEND (centre de renseignement et d'opérations, activation d'un PC opérationnel en cas de crise, etc.).

Anciennes unités
La brigade territoriale de Papeete a été dissoute le 1er février 2011. Le Peloton de surveillance et d'intervention de la gendarmerie de Papeete (Psig) basé à Faa'a et composé de 8 militaires (dont une équipe cynophile), les Brigades motorisées (BMO) de Faa'a et de Papeete et le Groupe de commandement de la compagnie de gendarmerie départementale des Iles-du-Vent - Papeete ont été dissous 1er janvier 2013.

### Service militaire adapté
Le régiment du service militaire adapté de Polynésie française (RSMA-Pf) remplace depuis 2013 le groupement du service militaire adapté de Polynésie française (GSMA-Pf), qui fut implanté à partir de 1989 (îles Marquises). Il compte 335 personnels encadrants environ 240 volontaires. Il est implanté à Tahiti au camp d'Arue (État-major, CCFPLI, CFP2), à Tubuai (CFP3) et Hiva Oa (CFP1). Le RSMA-Pf est placé sous les ordres directs du COMSUP FAPF uniquement en cas de réquisition du Préfet, dans le cadre d’un protocole et du contrat opérationnel.